# Kanton Lille-Sud-Est
Kanton Lille-Sud-Est (francouzsky Canton de Lille-Sud-Est) je francouzský kanton v departementu Nord v regionu Nord-Pas-de-Calais. Tvoří ho čtyři obce.

## Obce kantonu
- Faches-Thumesnil
- Lezennes
- Lille (jihovýchodní část)
- Ronchin